# Rapid Motor Vehicle Company

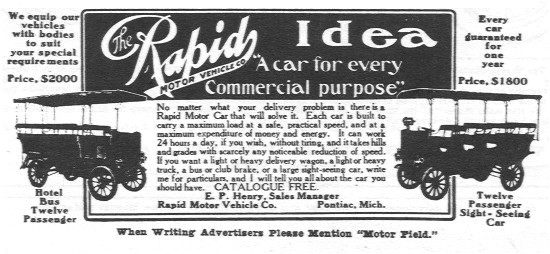
Anzeige von 1907

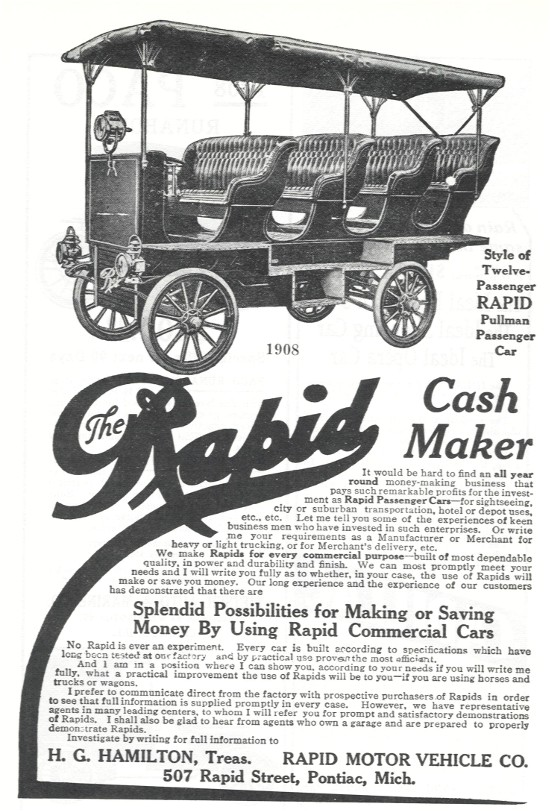
Anzeige von 1908

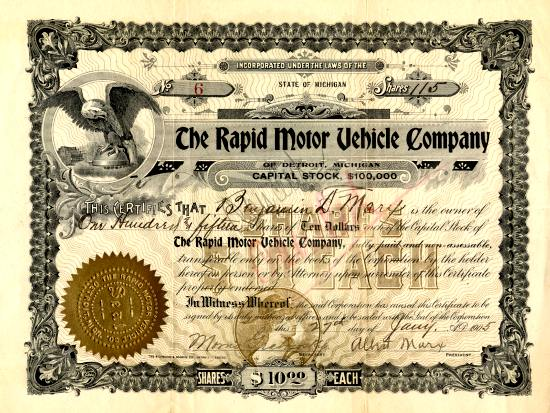
Aktie des Unternehmens von 1905

Rapid Motor Vehicle Company war ein US-amerikanischer Hersteller von Nutzfahrzeugen.

## Unternehmensgeschichte
Max Grabowsky hatte bereits 1900 einen Lastkraftwagen entworfen und bis 1902 unter eigenem Markennamen weitere hergestellt. In dem Jahr gründete er zusammen mit einem Bruder Morris die Rapid Motor Vehicle Company in Detroit in Michigan. 1904 begann die Produktion von Lastkraftwagen. Der Markenname lautete Rapid. 1905 übernahmen Albert North und Harry Hamilton das Unternehmen, die auch die  Pontiac Spring & Wagon Works leiteten. In dem Jahr erfolgte der Umzug nach Pontiac, ebenfalls in Michigan. 1906 kamen Omnibusse dazu. 1908 verließ Max Grabowsky das Unternehmen, um die Grabowsky Power Wagon Company zu gründen. 1912 übernahm General Motors das Unternehmen und wählte daraufhin den Markennamen GMC.
Es gibt auch Hinweise darauf, dass General Motors das Unternehmen bereits 1909 übernahm und den Markennamen noch bis 1911 oder 1912  nutzte.

## Fahrzeuge
Das erste Modell war ein Lieferwagen. Ein Zweizylindermotor war unter dem Sitz montiert und trieb über eine Kette die Hinterachse an. Der Radstand betrug 203 cm.
Im Jahr 1906 standen neun verschiedene Modelle im Sortiment. Einige hatten 1 Tonne und 1,5 Tonnen Nutzlast. Außerdem ist ein Omnibus mit 20 Sitzen bekannt.
1907 bestand das Angebot aus einem Lieferwagen mit einer Tonne Nutzlast, zwei Lkw mit 1,5 Tonnen Nutzlast und fünf Bussen mit 12 bis 24 Sitzen.
In den Folgejahren wurde das Sortiment erweitert. Für 1909 sind Motoren mit 24 und 36 PS bekannt. Unter den 17 Modellen war neben Lkw und Bussen auch ein Krankentransportwagen, ein Feuerwehrfahrzeug und ein Fahrzeug für den Gefangenentransport.
Im Jahr 1910 gab es Lkw mit 1 und 1,5 Tonnen Nutzlast und im Folgejahr mit 1, 2 und 3 Tonnen Nutzlast.